# 글라루스주
글라루스주(독일어: Glarus)는 스위스 동부에 있는 주이다.

## 개요
스위스 중동부, 글라루스 알프스로 불리는 알프스산맥의 험준한 지역에 위치한다. 3,614m의 퇴디가 가장 높다. 산 사이로 린트강이 흐른다. 역사적으로 이 지역은 9세기 경부터 수도원의 소유가 되었다가, 합스부르크에서 수도원의 통치권을 누르려고 했으며, 이에 대항하기 위해 1352년 스위스 동맹에 가입했다. 16세기 초, 울리히 츠빙글리가 이 지역에서 사제로 일했고, 종교 개혁 이후 이 곳은 가톨릭과 개신교의 대립이 심했다. 종교 분쟁에 따른 대립을 해소하기 위한 주민의 직접 참여에 의한 직접민주제가 도입되어 가톨릭과 개신교가 별도의 집회를 개최했으나, 1836년 주 헌법이 제정되면서 집회는 하나로 통합되었다. 직접민주제는 아펜첼이너로덴주와 함께 아직도 시행중이이어서, 매년 5월 첫째 주 일요일에 집회가 열린다.
산지에서 목축과 낙농을 하며, 소규모 공업이 곳곳에서 이루어진다. 17세기 이래 석판 공업이 유명하며, 그 외에 섬유 공업이 이루어진다. 주민은 독일어를 주로 쓰며, 가톨릭과 개신교 신자가 반반이다.

## 같이 보기
- 란츠게마인데